# Anton Bergh (Maler)

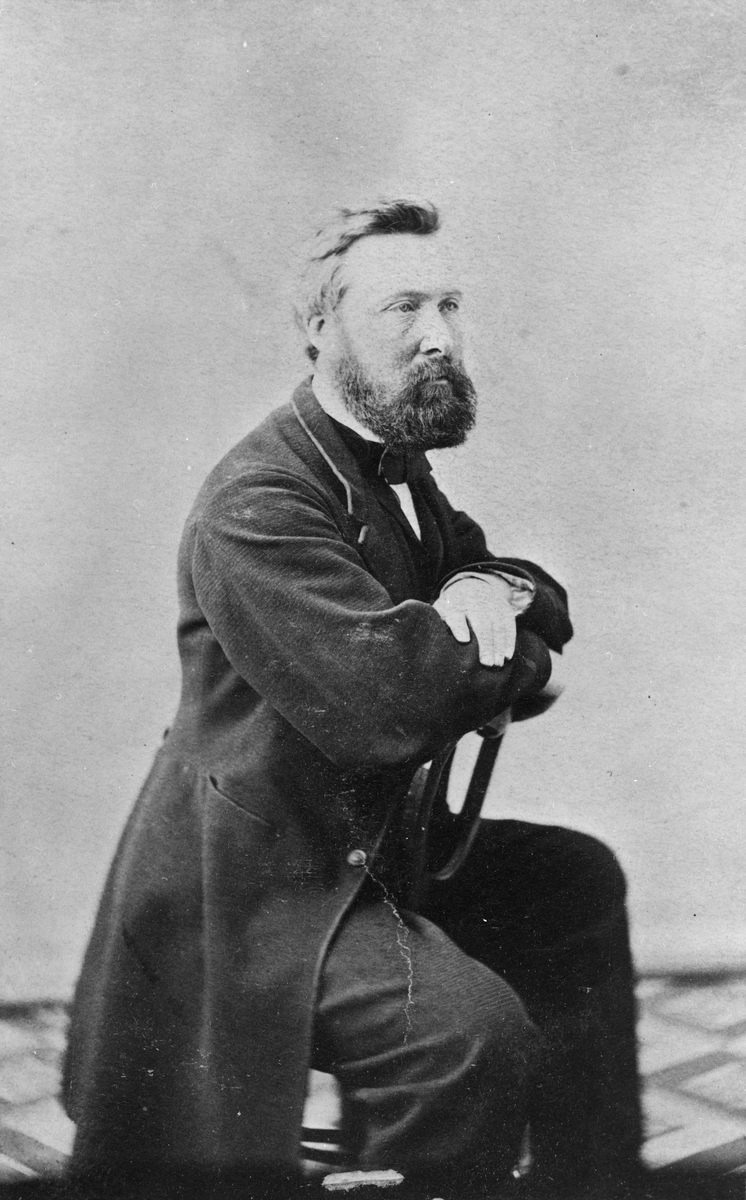
Anton Mathias Bergh, Foto aus der ersten Hälfte der 1870er Jahre

Anton Mathias Bergh (* 28. März 1828 in Rødtangen, Hurum, Norwegen; † 22. Juli 1907 in Christiania, Norwegen) war ein norwegischer Offizier und Ingenieur sowie Landschaftsmaler der Düsseldorfer Schule. Außerdem wirkte er als Kunst- und Zeichenlehrer sowie als Autor von Lehrbüchern.

## Leben
Bergh, ein Sohn des Zollbedienten Mathias Munch Bergh (1781–1832) und dessen Frau Antonette Elisabeth Schnitler (1792–1861), besuchte als 21-Jähriger zunächst eine Militärschule und ging 1850 auf die Königliche Malschule in Christiania. Im gleichen Jahr wechselte er auf Anregung von Johan Fredrik Eckersberg nach Düsseldorf und nahm bis 1851 Privatunterricht bei dem norwegischen Landschaftsmaler Hans Fredrik Gude. Gleichzeitig war er Mitglied des Düsseldorfer Künstlervereins Malkasten.
Nach dieser Kunstausbildung wandte er sich wieder dem Militär zu und bewarb sich um die Aufnahme in der Krigsskolen, wo er nach einer militärischen und technischen Ausbildung im Jahr 1855 seinen Abschluss machte. Vermutlich durch Beziehungen seines Bruders Christian Vilhelm Bergh (1814–1873), der seit dem Jahr 1852 im norwegischen Innenministerium für den Straßen- und Wegebau zuständig war, erhielt Bergh im Laufe seiner weiteren Berufskarriere Aufgaben im Bereich des Eisenbahnbaus. Von 1859 bis 1862 leitete er Baumaßnahmen zur Herstellung der Kongsvingerbanen, der Eisenbahnlinie von Lillestrøm nach Kongsvinger. Er heiratete Maren Oline Krag (1834–1891), die 1861 die Tochter Elisabeth Mathea, später eine Illustratorin und Malerin, und 1867 den Sohn Olaf gebar. 1863 wurde er Provinzialingenieur (amtsingeniør) von Bruskerud mit Dienstsitz in Drammen, wo er 1867, parallel zu einer Amtsstellung als Formann (1867–1870), seine Landschaftsmalerei wieder stärker aufgriff und sich außerdem zum stellvertretenden Vorsitzenden des örtlichen Kunstvereins wählen ließ. 1867 beförderten ihn die norwegischen Streitkräfte zum Hauptmann (kaptein).
1870 trat er von seinem Posten in Drammen ab und zog nach Christiania. Von 1870 bis 1871 arbeitete er dort als Lehrer an der Königlichen Malschule. 1871 wurde er zum Ritter des Sankt-Olav-Ordens erhoben. Im gleichen Jahr wurde er zum Chef des norwegischen Jägerkorps ernannt. 1874 erhielt er eine Stellung in der Verwaltung des Hauptbahnhofs von Christiania. 1875 wurde er Zeichenlehrer an der Staatlichen Frauenfachschule (Statens Kvinnlige Industriskole). 1876 machte ihn die norwegische Armee zum Chef der 3. Kompanie des Christiania-Bataillons (Kristiania Bataljon). Zuletzt bekleidete er den Rang eines Oberstleutnants. 1876 und in den 1880er Jahren wirkte er als Zeichenlehrer an der Krigsskolen, von 1876 bis 1901 an der Technischen Fachschule Christiania (Christiania tekniske Skole, Den tekniske Skole), wo Edvard Munch einer seiner Schüler war, und von 1882 bis 1899 an einer technischen Abendschule (tekniske aftenskole) in Vaterland. Zwischen 1872 und 1881 trat er als Autor durch die Veröffentlichung von Lehrbüchern in Erscheinung, insbesondere zu den Themen Perspektive, Techniken der Ölmalerei und Freihandzeichnen.

## Werke

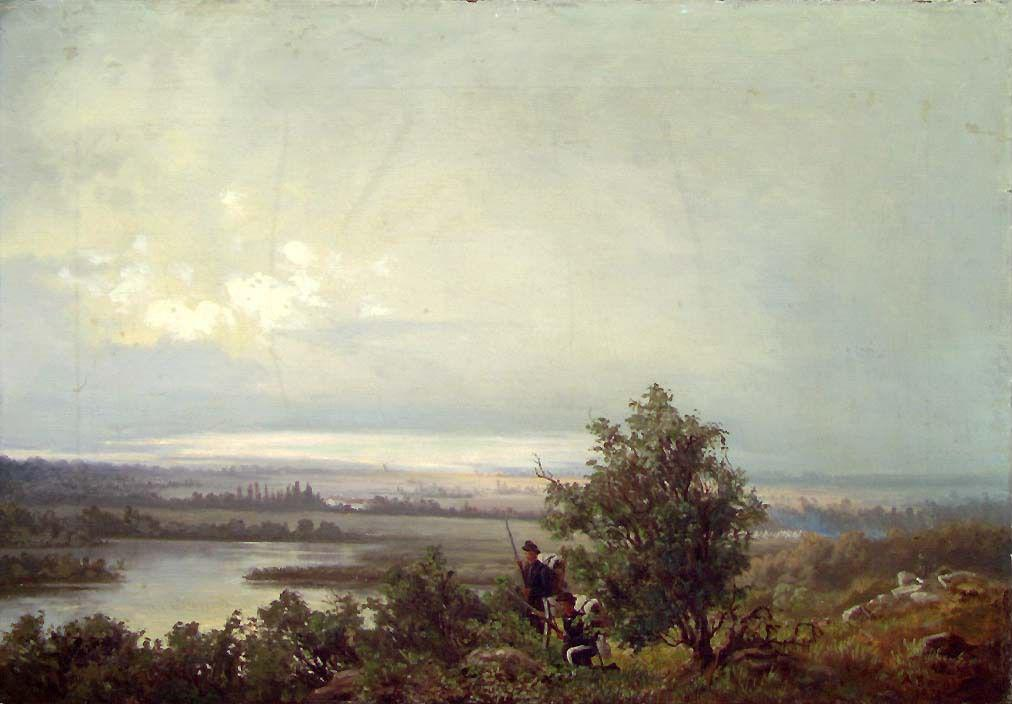
Landschaft mit zwei Soldaten, 1871, Nationalmuseum Oslo

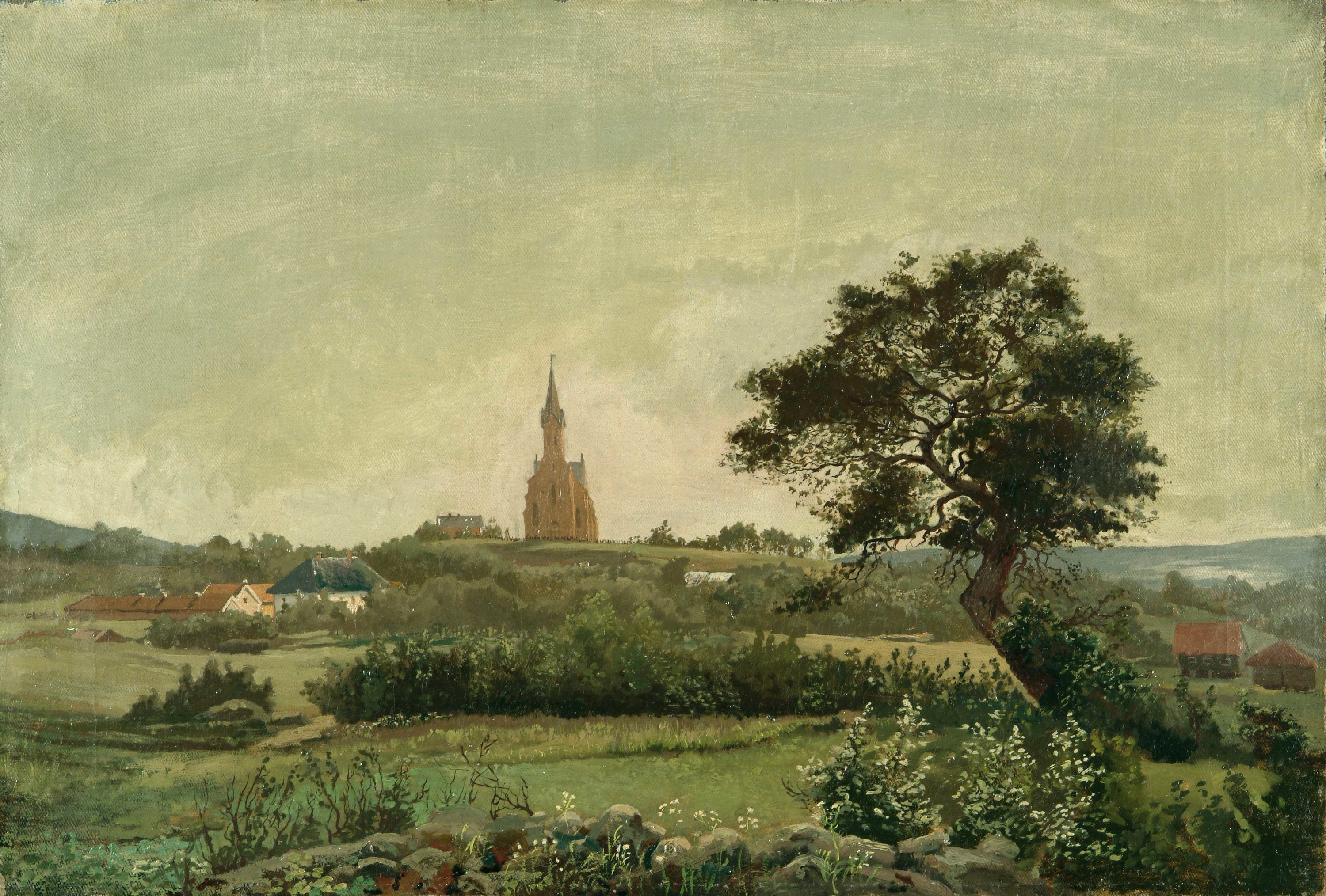
Die Kirche von Vestre Aker, 1872, Gut Frogner

### Landschaftsmalerei
- Fjordmotiv, verkauft an Oskar II.
- Ensom i fjeldet, verkauft an Henrik Ibsen
- Landskap med to soldater (Landschaft mit zwei Soldaten), 1871, Nationalmuseum Oslo
- Vestre Aker kirke (Die Kirche von Vestre Aker), 1872, Oslo Museum
- Hochgebirgsbild, ausgestellt in der Centennial Exhibition, Philadelphia 1876, danach im Kunstmuseum Bergen

### Lehrbücher
- Lærebog i Perspektiv. Christiania, 1872
- Kort Oversigt over Oliemaleriet og dets almindelige Teknik. Christiania, 1874
- Om Undervisning i den elementære Frihaandstegning. Christiania, 1875
- Plangeometrisk Konstruktion. Christiania, 1875
- Vægtavler til Anton Berghs elementære Frihaandstegning. Christiania, 1877
- Geometriske Former og plangeometrisk Konstruksjon. Christiania, 1880
- Frihaandstegning som Skolefag. Christiania, 1881